# Oskar Sala

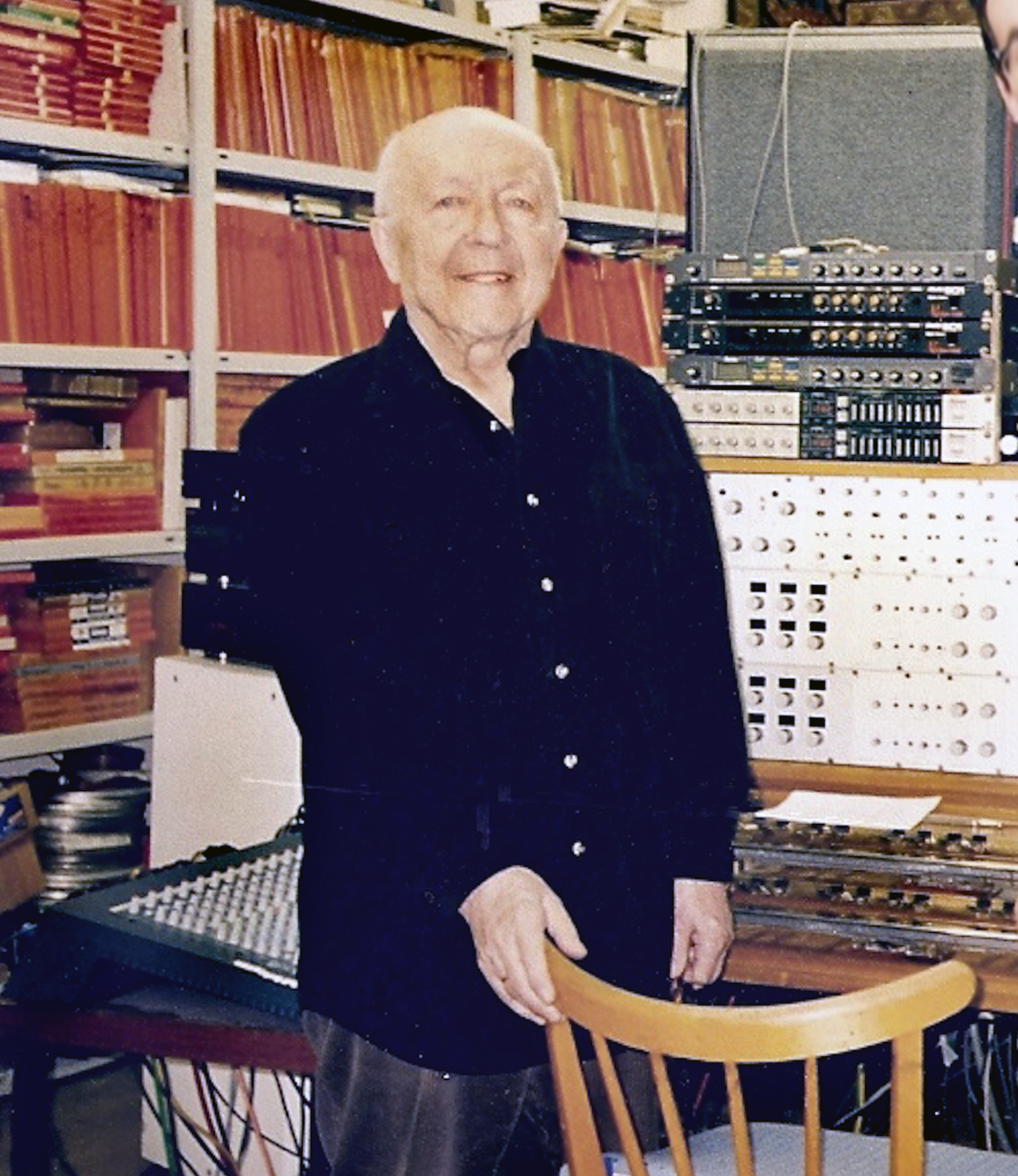
Oskar Sala 1996.

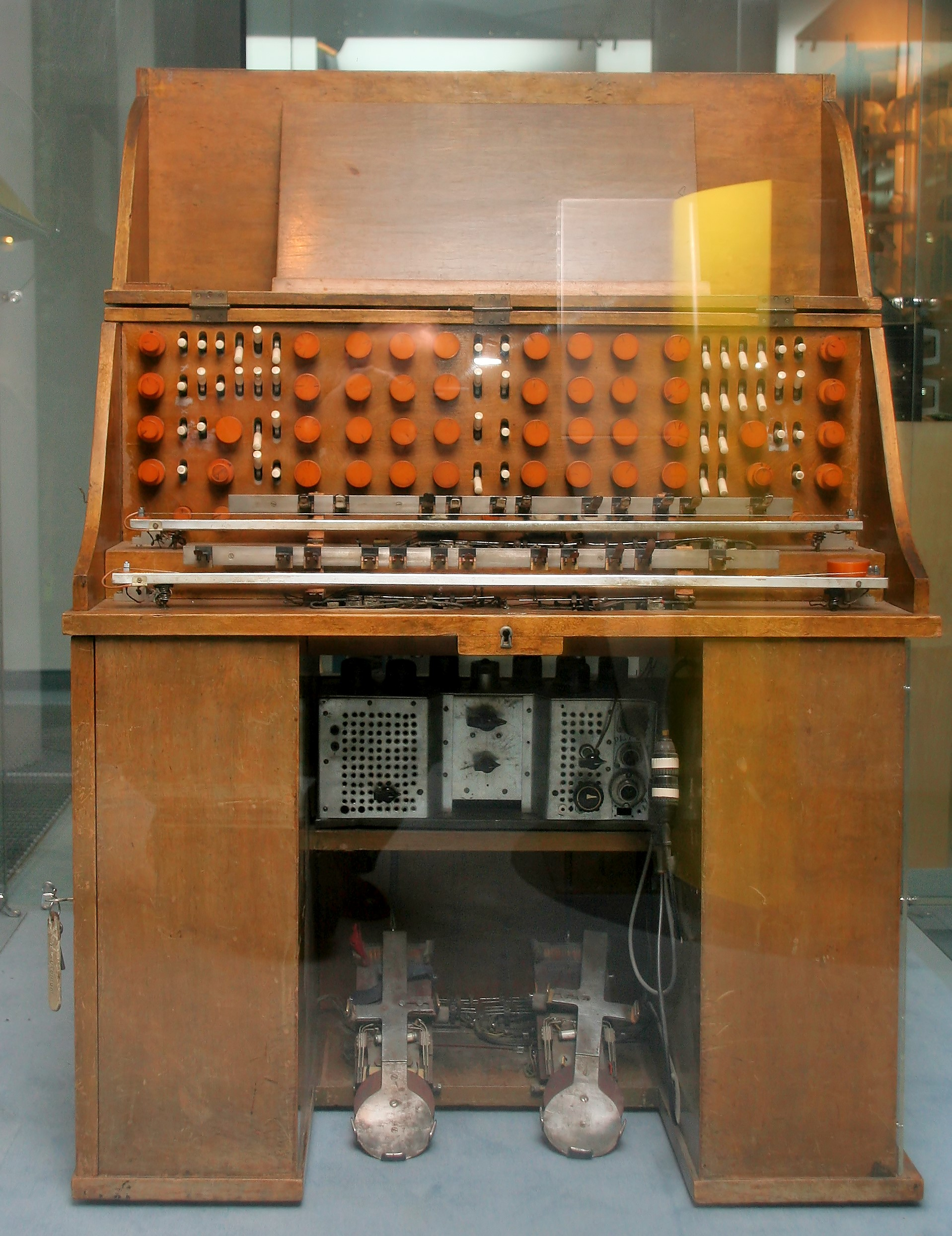
Trautonium.

Oskar Sala (Greiz, 18 juni 1910 – Berlijn, 26 februari 2002) was een Duits componist en een pionier in de elektronische muziek. Hij bespeelde een instrument bekend als het trautonium, een voorloper van de moderne synthesizer.
Sala was een leerling van Friedrich Trautwein, de uitvinder van het trautonium, en hij studeerde in 1930 bij Paul Hindemith aan de Hochschule für Musik in Berlijn.
Sala ontwikkelde en verbeterde het trautonium verder en bouwde het 'mixturtrautonium'. Dit instrument maakte het voor het eerst in de muziekgeschiedenis mogelijk geluiden te produceren die sinds de middeleeuwen slechts in theorie bestonden maar nooit praktisch speelbaar waren geweest. Sala's uitvinding ontsloot het terrein van de verschiltonen, de tegenhanger van de boventonen en somtonen. Hieruit ontstonden zeer gedifferentieerde stemmingen die tot dan toe slechts in theorie bestonden, maar die met dit instrument fysiek hoorbaar konden worden gemaakt. In 1952 presenteerde Sala zijn instrument aan het publiek en ontving al snel internationale licenties voor de circuits in zijn instrument. In 1952 schreef Hindemiths leerling Harald Genzmer de partituur van het eerste Concert voor mixtuur-trautonium en groot orkest.
In de jaren 40 en 50 werkte Sala veel aan filmmuziektracks. Hij schiep de niet-muzikale geluidssporen van Alfred Hitchcocks film The Birds. Ook voor de documentaire Kunst unserer Zeit van Alfred Ehrhardt ontwierp hij de soundtrack. Voor deze filmgeluiden en non-muziek ontving Sala vele onderscheidingen, maar nooit een Oscar. Sala deed ook regelmatig werk voor Duitstalige reclame; vooral het spotje HB's kleine man werd mede door Sala's geluidstrack bekend.
Sala was ere-senator van Berlijn.

## Discografie
- Trautonium-Concerten

(Wergo WER 286 266-2)
Harald Genzmers Concert voor Trautonium en Orkest (1938/39) en Concert voor Mixtuur-Trautonium en groot Orkest (1952)
- My Fascinating Instrument

Bevat Sala's eigen composities uit de periode van 1955 tot 1989
- Subharmonische Mixturen

Bevat Paul Hindemiths Langsames Stueck für Orchester und Rondo für Trautonium (Langzaam stuk voor orkest en rondo voor trautonium), Sala's eigen composities uit de periode van 1992 tot 1995, en zijn soundtrack voor Der Wuerger von Schloss Dartmore (De wurgmoordenaar van Kasteel Dartmore)
- Elektronische Impressies

Hindemiths 7 Triostuecke für drei Trautonien (7 Triostukken voor 3 Trautoniums), Konzertstueck fuer Trautonium und Streicher (Concertstuk voor Trautonium en Strijkers) geschreven in 1931 en opgenomen in 1977. Bevat ook Sala's Elektronische Impressionen (Elektronische Impressies), 1978.
- Effetti Sonori Musica Elettronica

(Devega 1974,  2013)
Das Compilation enthält 5 kleine Stücke von Sala für Trautonium.